# Romana (Jordanes)
Romana é um livro em latim escrito pelo historiador Jordanes no século VI. É um pequeno compêndio dos eventos mais marcantes desde a criação do mundo até a vitória obtida pelo general bizantino Narses sobre rei ostrogodo Teia, em 552 d.C. Ao longo do tempo, a obra recebeu diversos títulos: 
- De Regnorum ac Temporum Successione
- Liber de origine mundi et actibus Romanorum ceterarumque gentium
- De gestis Romanorum

Foi iniciada anteriormente, porém terminada depois de sua obra mais conhecida, Gética, utilizando-se para isso das obras de Floro, Jerônimo e Conde Marcelino.